# Calamin

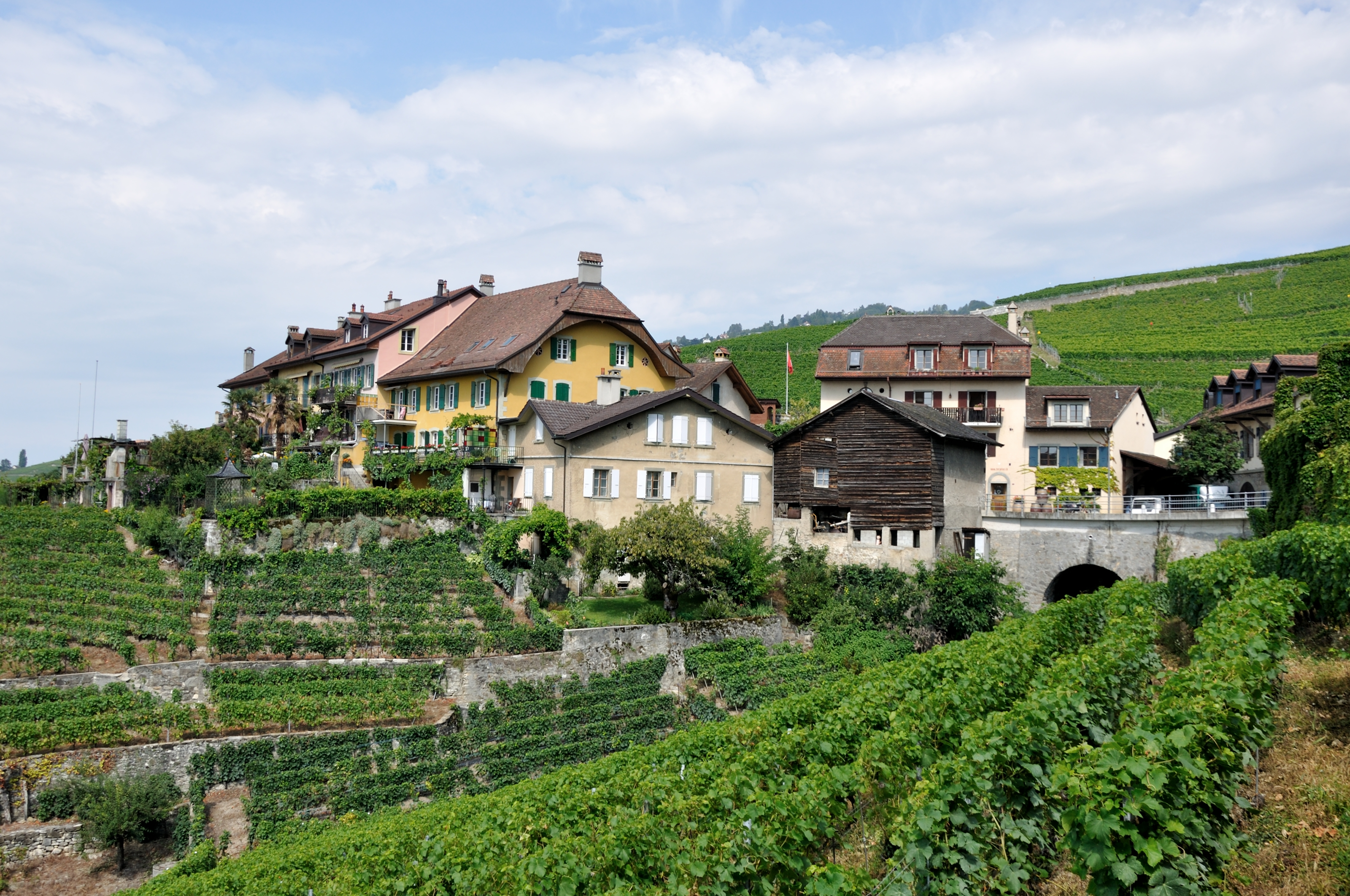
Sicht auf Epesses durch den Calamin. Die oberhalb des Dorfs gelegene Weinlage gehört zur Appellation Epesses.

Calamin ist eine Lage für Grand-Cru-Weine im Lavaux auf dem Gebiet der früheren Gemeinde Epesses im heutigen Bourg-en-Lavaux im Kanton Waadt in der Schweiz. 
Die steil abfallende Lage hat eine Fläche von ca. 16 Hektaren. Sie erstreckt sich südlich der durch den Dorfkern von Epesses verlaufenden Route de la Corniche bis zum Ufer des Genfersees und wird im Osten von der Grand-Cru-Lage des Dézaley, im Westen durch die ehemalige Gemeindegrenze zwischen Epesses und Riex begrenzt. Die Weinlagen nördlich und westlich des Calamin gehören zur Appellation Epesses.
Innerhalb des Calamin werden ausschließlich trockene Weissweine angebaut. Die Rebfläche ist mit 98 % Chasselas und 2 % Viognier bestockt. Der Boden wird durch eine sehr dicke Erdschicht dominiert, die durch frühere Erdrutsche entstanden ist und die Lage besonders fruchtbar macht. Durch die steile Südhanglage und den als Spiegelfläche wirkenden Genfersee entsteht eine starke Sonnenexposition. Die Weine des Calamin sind kräftig-würzig, mineralisch, mit einem leicht herben Geschmack.